# Eupithecia horismoides
Eupithecia horismoides es una especie de polilla de la familia Geometridae. La especie fue descrita por primera vez por Frederick Hastings Rindge habiendo sido descrita en 1987, con distribución en Chile. EL holotipo de la especie fue descrita a nivel del Río Golgol, al este de Puyehue.

## Distribución
E. horismoides se encuentra en la región de La Araucanía, Provincia de Cautín y en Los Lagos, dentro de los límites de las provincias de Osorno, Llanquihue y Chiloé en Chile. El hábitat consiste en las provincias Bióticas Selva Valdiviana Norte y Selva Valdiviana.

## Descripción
Es una polilla pequeña. Las alas de esta especie son relativamente cortas y anchas. La longitud de las alas anteriores es de unos 15 milímetros (0,6 plg) en los machos. Las alas anteriores son de color blanco grisáceo pálido y tienen un área triangular de color marrón negruzco delante de la mancha discal. Se han registrado adultos volando en enero y febrero.

## Ciclo de vida
La oruga es de coloración general beige con un diseño de manchas regulares en el dorso donde se alternan las tonalidades de castaño claro y blanquecino. La zona ventral, por su parte, es de color blanquecino. Se ven adultos volando desde septiembre a marzo, con períodos cuando aparecen durante el invierno, entre junio y en julio.
La especie se nutre de los peciolos comestibles de Gunnera tinctoria, planta con propiedades medicinales.